# Блатари
Блатарите (Circus) са род средно големи дневни грабливи птици от семейство Ястребови (Accipitridae). Имат най-често изразен полов диморфизъм.

## Разпространение и биотоп
Обитават открити местности в близост до заблатени участъци и сладководни водоеми. В България се срещат следните 4 вида:
- Circus aeruginosus -- Тръстиков блатар
- Circus cyaneus -- Полски блатар
- Circus macrourus -- Степен блатар
- Circus pygargus -- Ливаден блатар

## Начин на живот и хранене
Повечето видове са прелетни. Хранят се с дребни животни, като бозайници, птици, гущери и насекоми.

## Размножаване
Моногамни птици. Гнездят най-често на земята, сред трева, тръстика или храсти. Обикновено мъти само женската, а мъжкият ѝ носи храна.

## Допълнителни сведения
На територията на България всичките видове от рода са защитени от закона.

## Списък на видовете
Род Блатари
- Circus aeruginosus -- Тръстиков блатар
- Circus approximans
- Circus assimilis
- Circus buffoni
- Circus cinereus
- Circus cyaneus -- Полски блатар
- Circus macrourus -- Степен блатар
- Circus maillardi
- Circus maurus
- Circus melanoleucos
- Circus pygargus -- Ливаден блатар
- Circus ranivorus
- Circus spilonotus